# Лисела (народ)
Лисе́ла (индон. Suku Lisela) — народность, проживающая в Индонезии на острове Буру (индон. Pulau Buru), а также на некоторых других островах южной части Молукк (индон. Kepulauan Maluku). Общая численность около 14800 человек.
Диалектный вариант самоназвания — лиэньйорот. Иногда фигурируют в зарубежных источниках как «северные буруанцы».
Относятся к восточно-индонезийской антропологической группе. С этнографической точки зрения близки другим коренным народам острова Буру. Родным языком народности является австронезийский язык лисела. По вероисповеданию в основном мусульмане-сунниты, однако сохраняются весьма сильные пережитки традиционных местных верований.

## Расселение
Общая численность, по состоянию на конец 2000-х годов, составляет около 14 800 человек. Абсолютное большинство проживает на острове Буру, небольшие общины имеются также на соседних с Буру островах Серам и Манипа, а также на острове Амбон.
На Буру лисела проживают достаточно компактно на узкой равнинной полосе вдоль северного и северо-восточного побережья вплоть до залива Каели. Составляют этническое большинство во многих населенных пунктах этой части острова, при том, что их доля в общем населении Буру составляет чуть более 7 процентов. На Сераме проживают на западном побережье, образуя три небольших изолированных ареала.
В начальный период голландской колонизации острова Буру — в середине XVII века — значительная часть лисела (прежде всего, племенная знать) была насильственно переселена на восточную оконечность острова, где в последующем стала одной из составляющих в процессе этногенеза народности кайели.

## Язык
Родным для народности является язык лисела, принадлежащий к центрально-молуккской ветви центрально-малайско-полинезийских языков. В рамках языка выделяются два диалекта — собственно, лисела, используемый большей частью народностии, и тагали́са, который в ходу у небольшого количества обитателей северо-восточного побережья Буру.
В быту большинство лисела пользуется родным языком достаточно активно, хотя прослеживается тенденция к его утрате — значительно более заметная, чем у близкородственных им буруанцев. Это обусловлено более активными контактами лисела, обитающих в прибрежных районах, с переселенцами, которые с начала XX века достаточно активно прибывают на Буру из других частей Индонезии. В результате народность постепенно переходит на государственный язык Индонезии — индонезийский либо, в меньшей степени, на амбонский диалект малайского языка, так называемый мела́ю амбо́н (индон. Melayu Ambon) — широко распространенный на Молуккских островах в качестве лингва-франка (фактически представляет собой упрощенный индонезийский язык с той или иной долей местной лексики).

## Религия
Большинство — почти две трети — лисела являются мусульманами-суннитами. Имеется небольшая христианская община — около 5 % народности (в основном протестанты, однако представлены также католики и евангельские христиане). Около 30 % идентифицируют себя как приверженцев традиционных местных верований. При этом многие из мусульман также сохраняют значительные пережитки таких верований. Это зачастую приводит к своеобразному толкованию ими исламских канонов и формированию синкретических культов и обрядов. Наиболее заметно смешанная, исламско-языческая обрядность проявляется в ходе свадебных церемоний, начинающихся, как правило, выкупом невесты из родительского дома в полном соответствии с традиционным ритуалом ми́нта би́ни (индон. minta bini) и завершающихся коллективной мусульманской молитвой.

## Хозяйственный уклад
Основное занятие лисела — земледелие. Традиционно представителями этой народности выращиваются пряности (гвоздика и мускатный орех), кофе, какао, кешью. Производится копра из плодов кокосовой пальмы и ароматическое масло из побегов эвкалиптового дерева. Рыболовством промышляет относительно небольшая часть прибрежных жителей. По мере экономической модернизации острова Буру растущее число лисела получает работу в промышленности, торговле и сфере услуг.